# Lac Gover
Le lac Gover (pron. all. API: [go:fɐ] ; en allemand, Goversee ; en titsch, Goversé) se trouve dans la localité du même nom, près du chef-lieu de la commune valdôtaine de Gressoney-Saint-Jean.

## Description
D'origine artificielle, le lac Gover se situe dans une clairière près du chef-lieu de Gressoney-Saint-Jean.
Pendant l'hiver, le lac glacé est utilisé pour patiner. Pendant l'été, la pêche sportive y est pratiquée.
Au départ du lac Gover, la promenade de la reine permet de rejoindre le château Savoie en 30 minutes environ.